# U18-Europamästerskapet i basket för damer
U18-Europamästerskapet i basket för damer hade premiär 1965.

## Resultat
| År   | Spelplats                                                                   | Final           | Final    | Final           | Match om tredje pris | Match om tredje pris | Match om tredje pris |
| År   | Spelplats                                                                   | Guld            | Resultat | Silver          | Brons                | Resultat             | Fyra                 |
| ---- | --------------------------------------------------------------------------- | --------------- | -------- | --------------- | -------------------- | -------------------- | -------------------- |
| 1965 | Kjustendil, Lom, Botevgrad & Sofia, Bulgarien                               | Sovjet          |          | Jugoslavien     | Tjeckoslovakien      |                      | Polen                |
| 1967 | Nuoro, Sassari & Cagliari, Italien                                          | Sovjet          |          | Tjeckoslovakien | Jugoslavien          |                      | Bulgarien            |
| 1969 | Köln, Lünen, Essen, Hohenlimburg & Hagen, Nordrhein-Westfalen, Västtyskland | Sovjet          |          | Bulgarien       | Jugoslavien          |                      | Polen                |
| 1971 | Bačka Topola & Subotica, SAP Vojvodina, Jugoslavien                         | Sovjet          | 76–52    | Tjeckoslovakien | Bulgarien            | 62–52                | Italien              |
| 1973 | San Remo & Loano, Italien                                                   | Sovjet          | 68–47    | Jugoslavien     | Italien              | 50–48                | Bulgarien            |
| 1975 | Vigo, Spanien                                                               | Tjeckoslovakien | 53–48    | Polen           | Sovjet               | 80–57                | Bulgarien            |
| 1977 | Haskovo, Bulgaria, Bulgarien                                                | Sovjet          | 96–53    | Polen           | Tjeckoslovakien      | 61–50                | Jugoslavien          |
| 1979 | Capo d'Orlando, Piazza Armerina & Catania, Palermo & Messina, Italien       | Sovjet          |          | Ungern          | Tjeckoslovakien      |                      | Jugoslavien          |
| 1981 | Eger & Kecskemét, Ungern                                                    | Sovjet          | 74–61    | Frankrike       | Bulgarien            | 90–59                | Ungern               |
| 1983 | Pescara, & Vasto, Italien                                                   | Tjeckoslovakien | 90–80    | Sovjet          | Italien              | 66–46                | Jugoslavien          |
| 1984 | Toledo, Spanien                                                             | Jugoslavien     | 67–61    | Sovjet          | Tjeckoslovakien      | 68–61                | Spanien              |
| 1986 | Perugia, Gualdo Tadino, Italien                                             | Sovjet          | 71–70    | Tjeckoslovakien | Italien              | 62–56                | Polen                |
| 1988 | Veliko & Tărnovo, Bulgarien                                                 | Sovjet          | 73–56    | Tjeckoslovakien | Jugoslavien          | 82–58                | Bulgarien            |
| 1990 | Alcala de Henares, Spanien                                                  | Sovjet          | 79–76    | Spanien         | Rumänien             | 67–65                | Tjeckoslovakien      |
| 1992 | Kalamata, Tripoli & Patras, Grekland                                        | OSS             | 86–60    | Bulgarien       | Polen                | 67–62                | Frankrike            |
| 1994 | Tărnovo, Bulgarien                                                          | Italien         | 74–68    | Spanien         | Ungern               | 63–56                | Ryssland             |
| 1996 | Žilina, Slovakien                                                           | Ryssland        | 69–59    | Slovakien       | Tjeckien             | 66–50                | Spanien              |
| 1998 | Eskişehir, Kütahya & Bursa, Turkiet                                         | Spanien         | 78–52    | Slovakien       | Ryssland             | 79–72                | Tjeckien             |
| 2000 | Cetniewo, Polen                                                             | Ryssland        | 64–51    | Tjeckien        | Polen                | 75–44                | Litauen              |
| 2002 | Škofja Loka, Slovenien                                                      | Ryssland        | 60–56    | Frankrike       | Tjeckien             | 83–56                | Slovakien            |
| 2004 | Bratislava, Slovakien                                                       | Ryssland        | 77–59    | Spanien         | Ungern               | 73–63                | Serbien              |
| 2005 | Budapest, Ungern                                                            | Serbien         | 66–52    | Spanien         | Frankrike            | 77–66                | Tjeckien             |
| 2006 | Teneriffa, Spanien                                                          | Spanien         | 78–74    | Serbien         | Sverige              | 62–57                | Tjeckien             |
| 2007 | Novi Sad, Vojvodina, Serbien                                                | Serbien         | 72–48    | Spanien         | Ryssland             | 71–65                | Polen                |
| 2008 | Nitra, Slovakien                                                            | Litauen         | 63–57    | Ryssland        | Tjeckien             | 70–61                | Frankrike            |
| 2009 | Södertälje, Sverige                                                         | Spanien         | 64–54    | Frankrike       | Sverige              | 67–54                | Tjeckien             |
| 2010 | Poprad, Slovakien                                                           | Italien         | 66–61    | Spanien         | Frankrike            | 63–44                | Slovenien            |
| 2011 | Oradea, Rumänien                                                            | Belgien         | 77–49    | Frankrike       | Spanien              | 85–69                | Sverige              |
| 2012 | Bukarest, Rumänien                                                          | Frankrike       | 65–61    | Ryssland        | Serbien              | 59–46                | Nederländerna        |
| 2013 | Vukovar, Vinkovci, Kroatien                                                 | Spanien         | 60–46    | Frankrike       | Serbien              | 57–56                | Nederländerna        |